# Kloster Waldsee

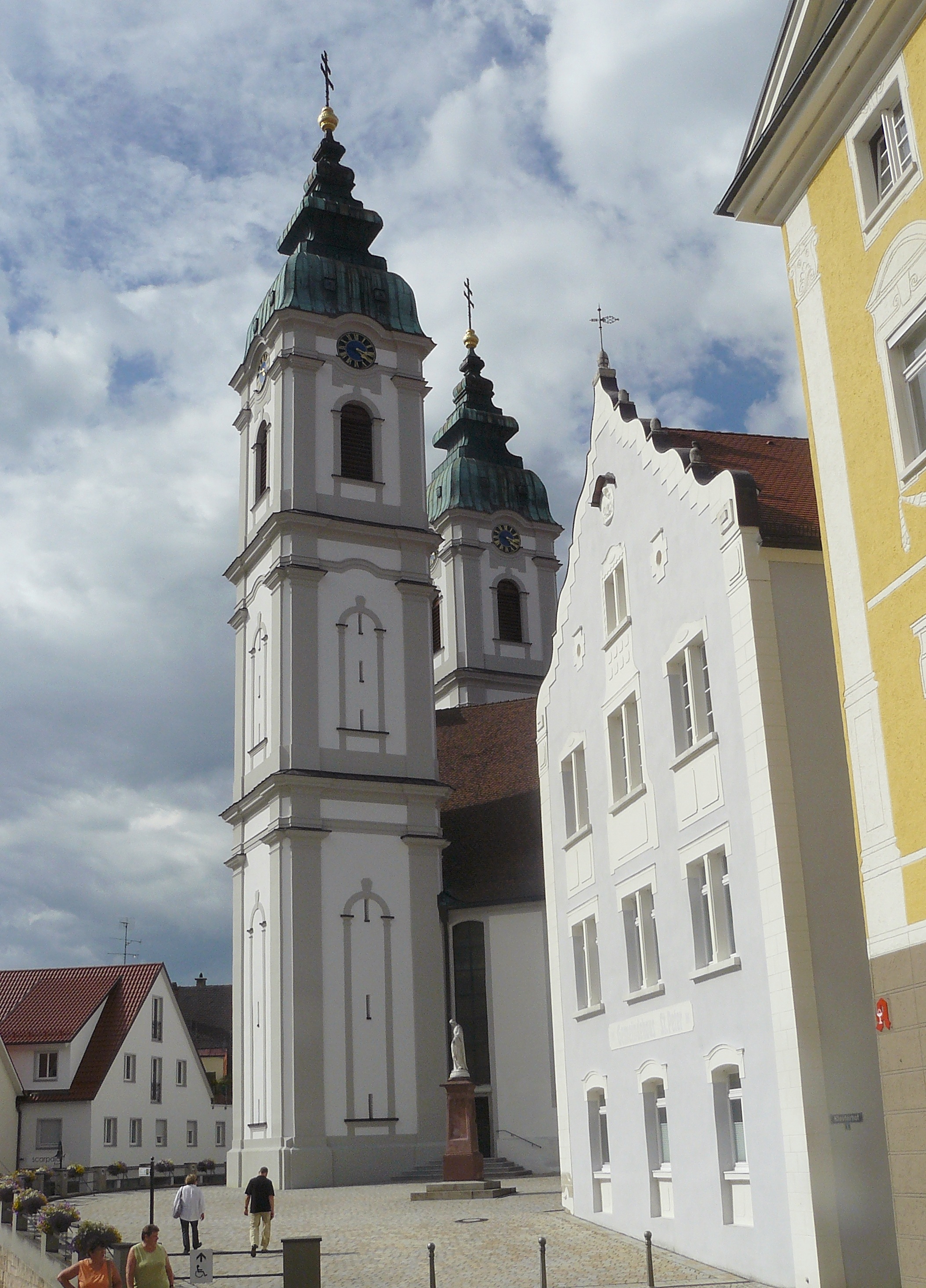
Stiftskirche Bad Waldsee

Das Kloster Waldsee oder Stift St. Peter Waldsee war ein Kloster der Augustinerchorherren in der Stadt Waldsee. Daneben existierten innerhalb der historischen Stadtmauern noch ein Franziskaner- sowie ein Franziskanerinnenkloster.

## Geschichte
Das Augustinerchorherrenstift St. Peter nach der Regel des heiligen Augustin wurde von Kaiser Friedrich mit der Urkunde vom 12. Mai 1181 gestiftet. Die Pröpste waren zugleich Stadtpfarrer und von 1618 an infulierte Äbte. Die Vogtei des Klosters wurde 1282 von König Rudolf an Herr Eberhard und seinen Brüdern, Herren zu Waldsee, um 20 Mark Silber übertragen, bis das Kloster schließlich unter die Vogtei der Herren von Waldburg gelangte. Erster Propst war der Freiherr und Ritter Berthold von Waldsee. Im Jahr 1258 wurde das Stift von Papst Alexander IV. in päpstlichen Schutz genommen, was auch von späteren Päpsten geschah. Im Lauf der Zeit erwarb das Stift zahlreiche Besitzungen. Die bedeutendste war das Gericht Reute. Unter dem Propst Heinrich III., einem Grafen von Veringen, wurde die Kirche 1351 dem Stift einverleibt.
Die Stiftskirche wurde unter dem Propst Heinrich Fuchs, der 1450 gewählt wurde, von Grund auf neu erbaut. Sie hat zwei Säulenreihen mit Spitzgewölben und 6 geschnitzten Altäre. Die beiden Türme die mit Kuppeln versehen sind, wurden um 1760 errichtet. In einer Seiten-Kapelle befindet sich die Gruft der Fürsten Waldburg-Waldsee, worin auch der berühmte Bauernjörg beigesetzt ist.

## Aufhebung
Durch ein Dekret von Kaiser Joseph II. wurde das Kloster 1788 auf eigenen Wunsch (nicht im Rahmen der Säkularisation) der Chorherren aufgelöst und die Gebäude verkauft, das Propsteigebäude abgebrochen und zu einem herrschaftlichen Fruchtkasten und Wohnungen umgebaut. Die Besitzungen wurden zu Gunsten des kaiserlich königlich österreichischen Religions-Fonds verkauft. Als im Jahr 1806 die Stadt Waldsee an das Königreich Württemberg kam wurden diese Besitzungen incamerirt.